# Ubezpłodnienie
Ubezpłodnienie, sterylizacja – zabieg chirurgiczny w wyniku którego organizm nie ma możliwości zapładniania albo zajścia w ciążę. Z medycznego punktu widzenia jest to nieodwracalne pozbawienie zdolności rozrodczych kobiety lub mężczyzny. Dlatego sterylizacja nie może być uznana za metodę antykoncepcyjną. W przeciwieństwie do niej utrata płodności na drodze antykoncepcji – nawet trwała (przez podwiązanie nasieniowodów u mężczyzn drogą ich przecięcia wraz z obszyciem, koagulacją końcówek lub podwiązanie jajowodów u kobiet metodą laparoskopii czy laparotomii) – jest odwracalna. Zabieg przywrócenia drożności jajowodów po salpingektomii lub rewazektomia mogą być jednak znacznie utrudnione i obarczone większym ryzykiem niepowodzenia.

## Rodzaje zabiegów
Wyróżnia się:
- kastrację (trzebienie/wytrzebienie) – polegającą na chirurgicznym usunięciu gonad, tj. jąder u mężczyzn lub jajników u kobiet. Możliwe jest też zniszczenie komórek rozrodczych promieniowaniem rentgenowskim, lekami lub substancjami toksycznymi jako skutek uboczny radioterapii, farmakoterapii lub chemioterapii. Interwencja ta skutkuje niepłodnością, ale i zaburzeniem funkcjonowania układu hormonalnego. Zabiegowi powszechnie poddaje się zwierzęta, a ludzi – w wyjątkowych przypadkach.
- sterylizację – błędnie pojmowaną jako wazektomia (odpowiednik u kobiet – salpingektomia), będącą w istocie synonimem kastracji, czyli zabiegu chirurgicznego usunięcia gonad. W odróżnieniu od niej wazektomia nie wiąże się z usunięciem jąder, a z trwałym, ale odwracalnym zamknięciem światła nasieniowodu w celu zablokowania transportu plemników do ejakulatu. Zabieg nie ogranicza wydzielania hormonów ani produkcji spermy[4].

## Regulacje prawne
Polskie prawo (art. 156 § 1 pkt 1 K.k.) stwierdza, że kto powoduje ciężki uszczerbek na zdrowiu w postaci pozbawienia zdolności płodzenia podlega karze pozbawienia wolności od lat 3 do 20. Stąd kastracja i sterylizacja są zabiegami dozwolonymi w Polsce tylko w niektórych przypadkach i ze wskazań medycznych, jak:
- choroby nowotworowe (nowotwór złośliwy gonad męskich lub żeńskich, silnie hormonozależny rak piersi lub trzonu macicy, rak prostaty);
- wysokie ryzyko utraty zdrowia lub życia przez pacjentkę w wyniku zajścia w ciążę;
- stwierdzona wada genetyczna u kobiety potwierdzająca, że urodzenie przez nią dziecka z medycznego punktu widzenia jest niemożliwe[6].

Mimo zaistnienia powyższych wskazań, zabieg wymaga uprzedniego uzyskania zgody pacjenta lub pacjentki na interwencję. Na świecie (np. w Szwecji, Dani, Kanadzie, USA) kastracja chemiczna wykorzystywana jest jako metoda obniżania libido w leczeniu przestępców seksualnych. Wazektomia i salpingektomia (w literaturze funkcjonujące też jako sterylizacja antykoncepcyjna) w Polsce powszechnie są uznawane za nielegalne. Art. 156 §1 nie reguluje jednak w sposób jednoznaczny ich sytuacji prawnej oraz nie zakazuje explicite tych metod antykoncepcyjnych. W USA, Danii, Finlandii, Norwegii, Szwecji, Wielkiej Brytanii czy Japonii wazektomia traktowana jest jako ogólnodostępna antykoncepcja dla mężczyzn. Wraz z salpingektomią metody te są tam prawnie dozwolone i legalnie wykonywane.